# Alfa-Etiltriptamin
α-etiltriptamin (αET, AET, „Monase“, etriptamin) je psihodelik, stimulant i entaktogen triptaminske hemijske klase.

## Farmakologija
je strukturno i farmakološki srodan sa α-metiltriptaminom (αMT), ali se njegovo dejstvo u izvesnoj meri razlikuje. U kontrastu sa αMT, αET je slabiji stimulant i halucinogen. Njegovi efekti više podsećaju na entaktogene poput  („Ekstazi“).
Slično MDMA-u, za αET je pokazano da je oslobađajuči agens serotonina, norepinefrina i dopamina (pri čemu najviše utiče na serotonin). Osim toga, on deluje kao neselektivni agonist serotoninskog receptora. Naučna istraživanja su pokazala da je alfa-etiltriptamin serotonergički neurotoksin.

## Spoljašnje veze
- Erowid.org (2009). „TiHKAL #11. a-ET”. Приступљено 10. 2. 2010.